# Lippmann, Rosenthal & Co. (bank)

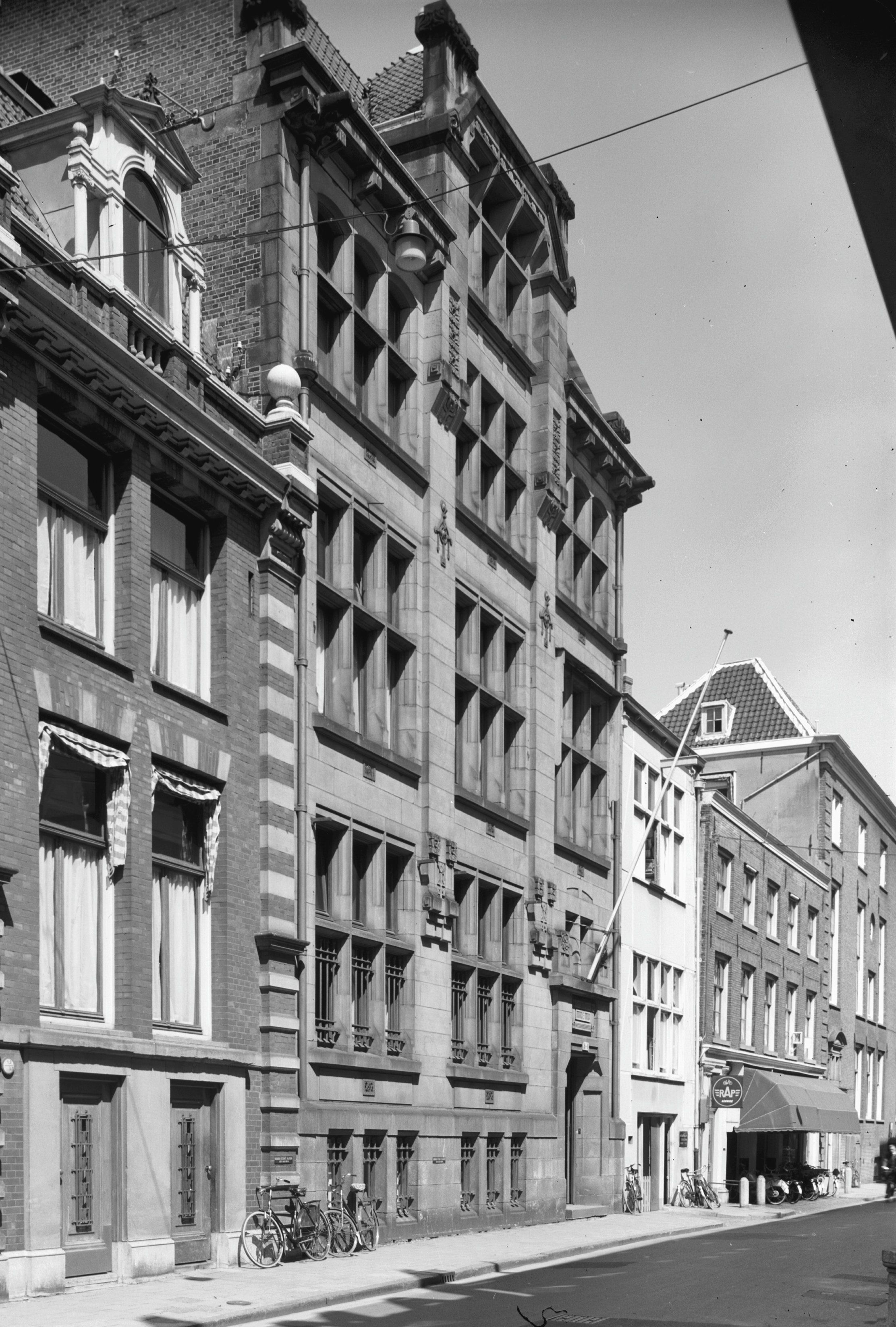
Bankgebouw van Lippmann, Rosenthal & Co. in 1963

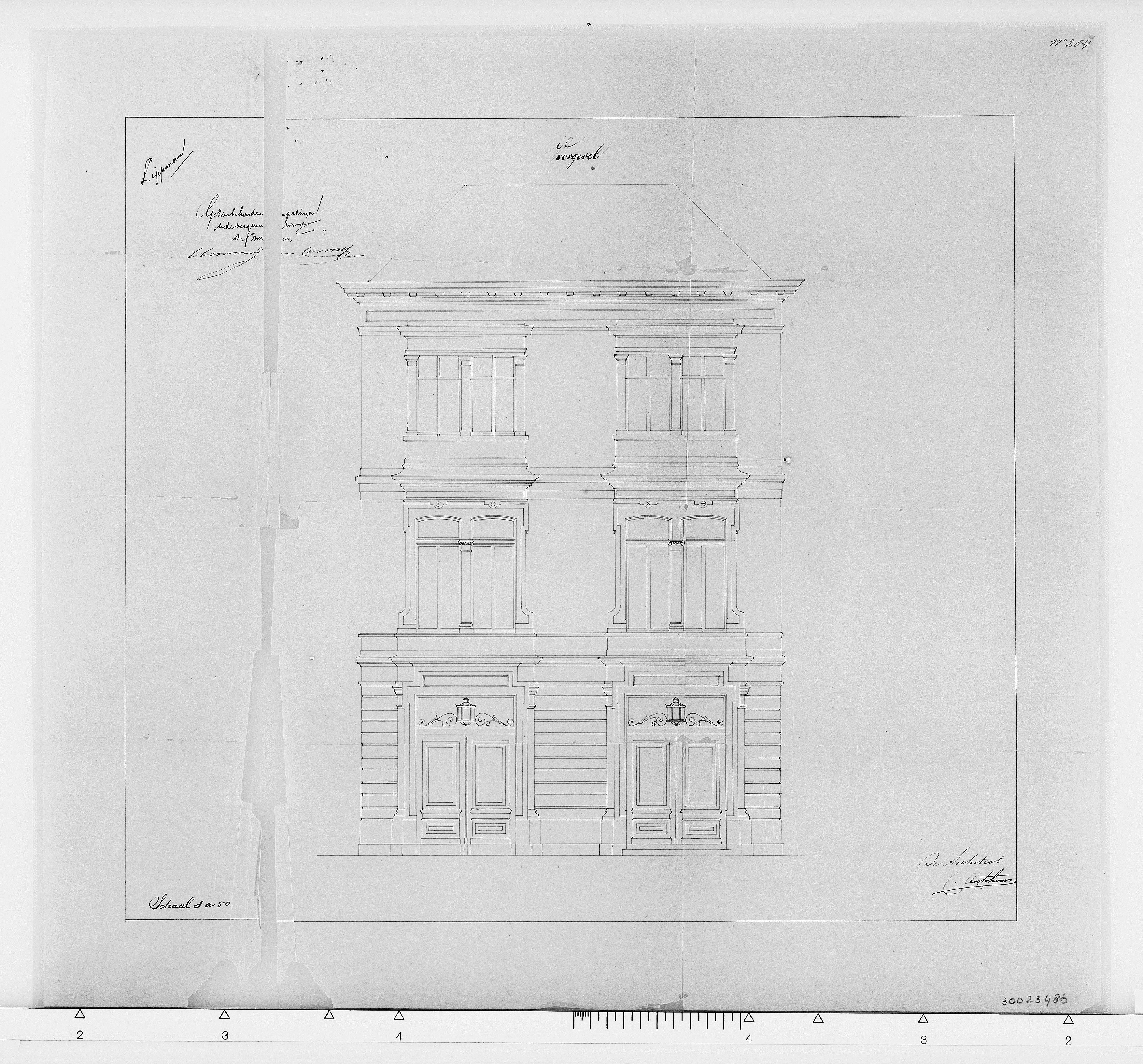
Bouwtekening van de architect Cornelis Outshoorn uit 1869 van de verbouw van het pand aan de Nieuwe Spiegelstraat 6 tot bankgebouw van Lippmann, Rosenthal en Co.

Lippmann, Rosenthal & Co. was een Nederlandse handelsbank.

## Geschiedenis
De bank ontstond op 1 maart 1859 door het samengaan van de bankactiviteiten van Leo Lippmann, die zich in 1840 als bankier in Amsterdam had gevestigd, met die van George Rosenthal. De bank was aanvankelijk gevestigd aan de Nieuwe Herengracht 111 in Amsterdam, en werd later verplaatst naar de Nieuwe Spiegelstraat 6 in Amsterdam. De architect Cornelis Outshoorn ontwierp in 1869 het plan voor de verbouw van dit pand aan de Nieuwe Spiegelstraat tot bankgebouw van Lippmann, Rosenthal & Co. De bank speelde tot 1940 een belangrijke rol op de kapitaalmarkt. Aangezien het bedrijf als vennootschap onder firma geen verslagen hoefde te publiceren zijn er over haar omvang geen gegevens bekend.
Tijdens de Tweede Wereldoorlog werd de bank door de Duitsers onteigend, omdat de eigenaren van joodse komaf waren. De naam van de onteigende bank werd door de Duitsers misbruikt voor de roofbank Lippmann, Rosenthal & Co. (Liro), die gevestigd werd in de Sarphatistraat in Amsterdam. De oorspronkelijke bank bleef onder leiding van een Duitse "Verwalter", Alfred Flesche, tijdens de Tweede Wereldoorlog bestaan, naast de roofbank in de Sarphatistraat. Over de vraag of beide banken strikt gescheiden hebben geopereerd in deze periode zijn tegenstrijdige verklaringen afgelegd.
Na de Tweede Wereldoorlog hernam de bank haar activiteiten, maar werd daarbij belemmerd door de reputatie van de gelijknamige roofbank. In 1964 kwam een verregaande samenwerking tot stand met de Hollandse Koopmansbank, die in 1974 leidde tot een volledige overname.